# Gibson Barney Kessel
Gibson Barney Kessel — фірмова модель гітари, виготовлена компанією Gibson Guitar Company. Гітара була фірмовою моделлю популярного джазового музиканта Барні Кесселя. Гітара не була популярною, і в 1974 році Gibson припинив виробництво.

## Історія
У 1960 році Барні Кессел був популярним гітаристом, і Gibson Guitar Company переслідувала його, бажаючи помістити своє ім'я на фірмову модель джазової гітари. Художня модель Barney Kessel була випущена в 1961 році і випускалася до 1974 року. Гітара була доступна в двох версіях: звичайна модель і спеціальна модель. Коли гітара дебютувала в 1961 році, звичайна гітара Barney Kessel продавалася за 395 доларів, а Barney Kessel на замовлення – 560 доларів.